# Bonson (Loire)
Bonson é uma comuna francesa na região administrativa de Auvérnia-Ródano-Alpes, no departamento de Doubs. Estende-se por uma área de 5,15 km². Em 2010 a comuna tinha 4 017 habitantes (densidade: 780 hab./km²).